# Konrad Hultsch
Konrad Hultsch (1 de agosto de 2001) es un deportista austríaco que compite en remo.
Ganó una medalla de oro en el Campeonato Mundial de Remo de 2024 y una medalla de oro en el Campeonato Europeo de Remo de 2024, ambas en la prueba de dos sin timonel ligero.

## Palmarés internacional
| Campeonato Mundial | Campeonato Mundial      | Campeonato Mundial | Campeonato Mundial     |
| Año                | Lugar                   | Medalla            | Prueba                 |
| ------------------ | ----------------------- | ------------------ | ---------------------- |
| 2024               | St. Catharines (Canadá) | Medalla de oro     | Dos sin timonel ligero |
| Campeonato Europeo |                         |                    |                        |
| Año                | Lugar                   | Medalla            | Prueba                 |
| 2024               | Szeged (Hungría)        | Medalla de oro     | Dos sin timonel ligero |